# Herning Fremad
Der Boldklubben Herning Fremad ist ein dänischer Fußballverein aus Herning in Jütland. 

## Geschichte
BK Herning Fremad wurde am 12. September 1918 gegründet und gehörte Mitte der 1920er Jahre zeitweise zu den führenden Mannschaften in Jütland. Bei der Einführung der 1. Division als nationaler Meisterschaft 1944 wurde sie dem regionalen Bereich zugeordnet, wo sie sich an der Spitze festsetzte. In den Aufstiegsspielen verpasste die Mannschaft mehrmals den Aufstieg in die 3. Division nur knapp, 1946 war IF Skjold Birkerød, 1947 Skovshoved IF, 1948 AIA Tranbjerg und 1949 Esbjerg fB. 1950 setzte sich der Klub unter anderem gegen die zweite Mannschaft von Aalborg BK sowie den Boldklubben af 1910 durch, stieg aber 1952 wieder ab.
Nach einer Ligareform rutschte BK Herning Fremad 1965 in die Fünftklassigkeit, schaffte aber binnen zwei Jahren die Rückkehr in die 3. Division. Hier platzierte sich der Klub in den folgenden Jahren vornehmlich im mittleren Tabellenbereich und schaffte 1979 nach einem vierten Platz im Vorjahr als Tabellendritter hinter Kolding IF und Helsingør IF den Aufstieg in die 2. Division. In der Zweitliga-Spielzeit 1982 belegte sie hinter BK Frem Kopenhagen und Brønshøj BK einen Aufstiegsplatz, Jens Tang Olesen wurde in der Folge als Trainer des Jahres ausgezeichnet. Auf dem letzten Nichtabstiegsplatz hielt die Mannschaft in der Erstliga-Spielzeit 1983 die Klasse, in der folgenden Spielzeit reichte es dank der deutlich schlechteren Tordifferenz gegenüber dem punktgleichen Esbjerg fB auf dem drittletzten Rang nicht mehr zum Klassenerhalt.
Am Ende Zweitliga-Spielzeit 1986 folgte für BK Herning Fremad der Absturz in die Drittklassigkeit, später ging es wieder in den regionalen Ligabereich. 1991 kehrte der Klub in die nun drittklassige 2. Division zurück und zur Spielzeit 1993/94 nahm sie ebenso wie im Folgejahr an der Relegationsrunde zwischen zweiter und dritter Spielklasse teil. Zur Spielzeit 1995/96 war sie wieder zweitklassig und belegte in der Saison 1997/98 hinter den beiden Superliga-Aufsteigern Viborg FF und B.93 Kopenhagen den dritten Platz.
1999 wurde die Wettkampfmannschaft des BK Herning Fremad ausgegliedert und mit der Wettkampfmannschaft von Ikast FS zum FC Midtjylland fusioniert. Der Klub übernahm das Startrecht von Herning in der zweiten Liga, die in der fünftklassigen Danmarksserien antretende bisherige Reservemannschaft wurde zur neuen Wettkampfmannschaft umklassifiziert.
1978 spielte Bobby Moore, der Mannschaftskapitän der englischen Weltmeisterelf von 1966, zum Ausklang seiner aktiven Laufbahn kurzzeitig für den Klub.